# 1809年逝世人物列表
下面是1809年逝世的知名人士列表。
1809年逝世人物列表：1月 - 2月 - 3月 - 4月 - 5月 - 6月 - 7月 - 8月 - 9月 - 10月 - 11月 - 12月

## 1月

### 3日
- 奧古斯特·弗朗索瓦-瑪麗·德·科爾伯特-夏巴奈，法國騎兵准將

### 5日
- 弗里德里希·萊因霍爾德·馮·伯格，利沃尼亞男爵

### 6日
- 約翰·奧古斯特·埃伯哈德，德國哲學家
- 雅羅斯勞斯·沙勒，波希米亞皮亞主義者、歷史學家和地形學家

### 7日
- 約翰·彼得·瓦格納，洛可哥和早期古典時期的德國雕塑家

### 12日
- 卡爾·路德維希·費迪南德·馮·克呂希茨納，普魯士少將
- 約翰·菲力浦·本傑明·馮·韋格，普魯士皇家少將，最後在尼斯附近的普魯士堡指揮官

### 13日
- 約翰·格奧爾格·達林格，奧地利歷史畫家
- 約翰娜·塞布斯，德國救生員

### 16日
- 克利斯蒂安·戈特爾夫·菲克斯，撒克遜神學家、歷史學家、作家、學者和啟蒙者
- 卡爾·弗里德里希·克雷茨曼，德國詩人、喜劇作家和講故事的人
- 約翰·摩爾，拿破崙戰爭期間的英國將軍

### 20日
- 卡爾·威廉·馮·賓廷，普魯士少將
- 湯姆森·J·斯金納，美國政治家

### 21日
- 喬賽亞·霍恩布洛爾，美國政治家

### 23日
- 路易吉·加佐利，羅馬天主教會的義大利紅衣主教
- 約翰·哥特紐斯，瑞典學者和翻譯家

### 26日
- Wilhelm Carl zu Leiningen-Guntersblum	Reichsgraf，巴登莊園主

### 27日
- 丹尼爾·阿道夫·德利烏斯，德國企業家
- 卡爾·恩斯特·奧古斯特·馮·德·格羅本，普魯士皇家少將

### 29日
- 路易吉·安東尼奧·薩巴蒂尼，義大利作曲家和音樂理論家

### 日期不詳
- Girolamo Mango，義大利歌劇作曲家

## 2月

### 3日
- 戈特爾夫·撒母耳·斯坦巴特，德國神學家、教育家和哲學家

### 4日
- 菲利蒙·狄金森，美國政治家

### 6日
- 弗朗切斯科·阿佐帕爾迪，馬爾他作曲家和音樂理論家
- 安托萬·約瑟夫·桑特爾，法國大革命期間的政治家

### 8日
- 安東·厄姆布斯，德國天主教神學家和大學講師

### 10日
- 喬治·佐加，考古學家、語言學家和丹麥駐梵蒂岡總領事

### 13日
- 湯瑪斯·奧斯伯特·莫當特，英國士兵和偶爾的詩人

### 14日
- 海因里希·弗朗茨·馮·羅滕漢，波希米亞礦石山脈羅滕豪斯莊園的所有者

### 15日
- 索羅的約翰，瑪麗亞·特蕾莎勳章獲得者，蒂米什·巴納特司令

### 17日
- 出羽海運右衛門，日本江乎時代出羽國田川郡（現山形縣鶴岡市）出身的前大相撲力士。

### 19日
- 約翰·亞當·施密特，德國外科醫生和眼科醫生

### 20日
- 理查·高夫，英國古董

### 21日
- 奧利弗·菲爾普斯，美國政治家

### 22日
- 約翰·路德維希·馮·科本茨爾，奧地利政治家
- 約翰·弗雷德里克·馮·諾爾肯，瑞典外交官

### 23日
- 德克·范·德·阿，荷蘭畫家

### 24日
- 威廉·馮·格布哈迪，德國建築師

### 25日
- 第四代鄧莫爾伯爵約翰·默里，英國總督

### 27日
- 恩斯特·弗裡德里希·赫克托·法爾克，漢諾威市長
- 弗朗西斯·勞倫斯，英國政治家

## 3月

### 1日
- 弗里德里希·卡爾，維德親王，伊森堡伯爵
- 蓋洛德·格裡斯沃爾德，美國律師和政治家

### 3日
- 弗雷德里克-路易·阿拉曼德，瑞士醫生和植物學家
- 埃伯哈德·格梅林，德國醫生

### 4日
- 卡爾·施瓦茨爾，德國天主教神學家

### 5日
- 約翰·弗里德里希·海納茨，德國學者和作家

### 6日
- 小湯瑪斯·海沃德，作為南卡羅來納州代表簽署《美國獨立宣言》的美國律師

### 7日
- 讓-皮埃爾·布蘭查德，法國發明家
- 约翰·格奥尔格·阿尔布雷希茨贝格，奧地利作曲家
- 馬克-安托萬·佩利斯，瑞士企業家和政治家

### 8日
- 康拉德·格魯貝爾，紐倫堡方言詩人

### 9日
- 伊曼紐爾·舒爾茨，德國虔誠主義者和新教傳教士

### 11日
- 漢娜·考利，英國劇作家和詩人[1]
- 約翰·埃倫賴希·馮·德爾曼，普魯士皇家少將和第8輕騎兵團的最後指揮官

### 12日
- 多米尼克·奧斯特賴徹，教授

### 13日
- 恩斯特·威廉·庫恩，德國圖書館員和歷史學家

### 15日
- 約翰·格奧爾格·海瑟，德國小提琴家和音樂總監

### 18日
- 卡羅琳·考拉，德國銀行家
- 阿德里安·馮·里德爾，德國地形學家和製圖師

### 20日
- 瑪麗·貝特曼，因謀殺罪被處決的英國女子，被稱為約克郡女巫
- 泰斯塔的巴塞洛繆，奧地利外交官和口譯員

### 21日
- 朱塞佩·阿格裡奧，義大利藝術史學家

### 22日
- 安托萬·莫洛，法國步兵將軍

### 23日
- 湯瑪斯·霍爾克羅夫特，英語作家和翻譯家
- 林堡-施蒂魯姆的恩斯特·瑪麗亞（Ernst Maria），德國貴族

### 24日
- 約瑟夫·帕拉梅德·德·福爾賓-詹森，流亡德國的法國將軍

### 25日
- 安娜·蘇厄德，英國作家[2]
- 亨利-安托萬·賈登，法國步兵準將

### 27日
- 約瑟夫-瑪麗·維安，法國畫家

### 31日
- 路易斯·萊昂納德·安托萬·德·科利-利瑪竇，義大利血統的法國步兵將軍
- 湯瑪斯·史密斯，來自賓夕法尼亞州的美國律師和政治家

## 4月

### 1日
- 約翰·哈林，美國政治家
- 卡爾·斐迪南德·施密德，德國法律學者

### 4日
- 菲力浦·博齊尼，德國醫生和發明家

### 5日
- 約翰·埃利亞斯·海德，德國畫家和雕刻家

### 6日
- 哈代·默弗里，美國士兵
- 讓-皮埃爾·聖烏爾，瑞士藝術家

### 15日
- 克根·威廉·馮·斯坦根，普魯士少將

### 16日
- 瓦西裡·雅科夫列維奇·奇恰戈夫，俄羅斯海軍上將和極地探險家

### 17日
- 約翰·克利斯蒂安·基特爾，德國管風琴家和作曲家

### 20日
- 海因里希·彼得·馮·波德維爾斯，普魯士地區行政長官，西波美拉尼亞州主任

### 21日
- 克勞德-瑪麗·赫爾沃，法國準將

### 23日
- 西奧多·馮·雷丁，在西班牙服役的瑞士軍事人員

### 24日
- 維爾納·卡爾·路德維希·齊格勒，德國路德宗神學家

### 26日
- 伯恩哈德·肖特，德國音樂出版商[3]

### 27日
- 弗裡德里希·卡爾·費迪南德，不倫瑞克-貝弗恩公爵，丹麥陸軍元帥，年輕的圭爾夫線不倫瑞克-沃爾芬比特爾-貝弗恩的負責人
- 大流士·塞申斯，英國政治家

### 28日
- Sünbülzade Vehbi，奧斯曼詩人

### 29日
- 萊因哈德·努特，埃爾伯費爾德市長
- 克利斯蒂安·戈特利布·格奧爾格·馮·茨肖克，普魯士皇家少將

## 5月

### 1日
- 弗朗索瓦·德·阿蘭德斯，法國熱氣球運動員
- 戈特利布·康拉德·普費菲爾，德國作家、戰爭科學家和教育家

### 2日
- 海因里希·菲力浦·康拉德·亨克，德國路德宗神學家和學者

### 4日
- 馬丁·安東·塞爾滕霍恩，巴伐利亞教堂畫家

### 5日
- 貝雷克·約瑟萊維奇，波蘭軍隊的猶太上校

### 6日
- 弗朗茨·卡爾·利奧波德·馮·塞肯多夫-亞伯達爾，德國詩人

### 8日
- 奧古斯丁·帕茹，法國古典主義雕塑家
- 克利斯蒂安·弗朗茨·馮·賴興貝格，奧地利帝國陸軍元帥中尉和瑪麗亞·特蕾莎軍事勳章獲得者

### 9日
- 多明尼庫斯·戈洛維茨，德國神學家，本篤會僧侶

### 10日
- 卡爾·奧特·馮·巴托爾凱斯，奧地利陸軍元帥中尉

### 12日
- 卡斯帕·魯道夫·傑林，“Advocatus Fisci”，奧斯特弗里斯蘭“Mühlen-Brand-Societät”的創始人及其第一任董事
- 弗裡德里希·威廉·費利克斯·馮·什未林，普魯士少將，近衛團司令（15b），維斯布爾和格拉博的世襲領主

### 13日
- 貝爾比·波特烏斯，英國主教，廢奴主義者
- 瓦倫蒂諾·馬斯特羅齊，紅衣主教

### 17日
- 喬治·阿洛伊斯·迪特爾，神學家、耶穌會士和大學講師
- 弗里德里希·亨塞爾，奧地利軍官

### 18日
- 奥恩布鲁格，奧地利籍醫生，叩診法的發明人。
- 約翰·赫爾曼·馮·赫爾曼斯多夫，奧地利軍官

### 19日
- 哈特維格·馮·沙克，普魯士少將兼維爾茨堡司令

### 21日
- 讓·路易士·布里吉特·埃斯帕涅，法國騎兵將軍
- 蜜雪兒·斯皮里托·喬爾納，義大利動物學家和解剖學家
- 弗里德里希·吉斯伯特·威廉·馮·羅姆伯格，德國軍官和普魯士中將

### 24日
- 查理斯·蘭斯福德，英國將軍
- 安東尼奧·米卡勒夫，馬爾他騎士團牧師

### 29日
- 約翰內斯·馮·穆勒，瑞士歷史學家
- 約瑟夫·雷諾，奧地利讚美詩作家和作詞家

### 31日
- 法兰兹·约瑟夫·海顿（Franz Joseph Haydn），奥地利作曲家
- 让·拉纳，法國軍人和政治人物，法國元帥。
- 斐迪南德·馮·席爾，普魯士軍官
- 斯蒂文·辛傑利奇，塞爾維亞自由鬥士和省長

### 日期不詳
- 約翰·彼得·豪瑟，商人

## 6月

### 3日
- 约翰·克里斯马斯·贝克威思，英國風琴家、作曲家。
- 約翰·安東·馮·弗洛因德，普魯士皇家工程兵少將

### 4日
- 尼古拉·阿比爾德加德，丹麥畫家
- 弗朗西斯·瑪律伯恩，美國政治家
- 弗里德里希·古斯塔夫·馮·彼得森，參謀中尉
- 詹姆斯·伍德豪斯，美國化學家

### 5日
- 路易-樊尚-约瑟夫·圣伊莱尔，法國陸軍領袖

### 6日
- 威廉·菲茨休，美國政治家
- 弗裡德里希·奧古斯特·馮·格雷文茨，普魯士步兵將軍

### 8日
- 托马斯·潘恩（Thomas Paine），美国出版家[4]

### 9日
- 漢斯·莫里茨·馮·布呂爾，德國外交官和科學家

### 10日
- 安吉奧洛·維斯特裡斯，義大利舞蹈家和演員

### 15日
- 喬治·貝克，英國醫生

### 19日
- 約翰·克利斯蒂安·施羅德，德國律師和漢薩同盟城市羅斯托克市議員

### 21日
- 丹尼爾·蘭伯特，英國監獄看守人和動物飼養員，以其異常大的體型而聞名
- 菲力浦·戈特弗裡德·肖特，德國校長和機械師

### 22日
- Hans Karl von Ecker und Eckhoffen，德國律師和作家

### 24日
- 洪亮吉

### 27日
- 利奧波爾丁·馮·斯滕伯格，列支敦斯登公主

### 29日
- 安塞姆·埃卡特，德國神父和傳教士

## 7月

### 1日
- 約翰·丹尼爾·卡爾·比克爾，德國讚美詩作家

### 3日
- 約瑟夫·奎斯內爾，加拿大作曲家

### 6日
- 卡爾·貝克托爾德，黑森州總參謀長
- 約阿希姆·扎克裡斯·鄧克，瑞典士兵，最後是中校軍銜
- 讓·艾蒂安·貝努瓦·杜普拉特，法國將軍和革命家
- 安托萬·夏爾·路易·拉薩爾，法國將軍
- 約瑟夫·阿曼德·馮·諾德曼，法國上校和奧地利陸軍元帥中尉
- 本傑明·奧格爾，美國政治家

### 7日
- 康斯坦丁·卡尔·达斯普雷，奧地利將軍

### 8日
- 克利斯蒂安·撒母耳·巴特，德國雙簧管演奏家和作曲家

### 10日
- 路德維希·費迪南德·弗裡德里希·馮·海辛，普魯士皇家中將
- 約翰·康拉德·奧爾特利，瑞士獸醫Landammann和國會代表

### 11日
- 沃爾夫·海因里希·馮·蒂寧，丹麥皇家地區行政長官
- 約翰·亞當·西格蒙德·馮·烏滕霍芬，普魯士皇家少將

### 14日
- 喬治·尼古拉斯·奈特，德國細密畫家

### 18日
- 明俊
- 卡爾·普魯申，巴登公務員

### 19日
- 克裡斯托夫·洛倫茲·卡拉梅，天主教神職人員，班貝格聖斯蒂芬修道院院長和班貝格大學校長
- 安德列亞斯·艾默裡奇，黑森州軍官和戰爭理論家
- 約翰·海因里希·斯滕伯格，德國醫生

### 20日
- 安吉勒斯·特納，作曲家，多明尼加
- 克裡斯托夫·穆倫伯格，德國下士和叛亂分子反對拿破崙統治下的法國佔領

### 22日
- 讓·塞內比爾，瑞士牧師、植物學家

### 24日
- 約翰·戈特弗里德·埃卡德，德國鋼琴家和作曲家

### 28日
- 尼古拉斯·伯納德·吉奧特·德·拉庫爾，法國步兵和騎兵將軍
- 恩斯特·埃伯哈德·庫諾·朗沃斯·馮·西默恩，國王德國軍團準將
- 海因里希·馮·波爾貝克，巴登少將和軍事作家

### 29日
- 亞歷山大·恰默-奧斯坦，普魯士少將，柏林榮軍院的最後一位指揮官，軍事教育體系的發展

### 30日
- 皮埃爾·貝隆·拉皮斯，法國步兵師將軍

## 8月

### 4日
- 劉烜，清朝政治人物、將領。

### 5日
- 伊曼紐爾·弗裡德里希·威廉·恩斯特·福勒紐斯，德國作家
- 亞當·西格蒙德·菲力浦·塞姆勒，德國律師

### 7日
- 弗朗茨·約阿希姆·馮·萊因哈特，普魯士軍官，最後一位普魯士皇家中將
- 小喬納森·特朗布爾，美國政治家

### 8日
- 上田秋成，日本江戶時代後期的讀本作者、歌人、茶人、國學者和俳人。以小説《雨月物語》聞名。

### 9日
- 約瑟夫·菲力浦·武卡索維奇，奧匈帝國陸軍元帥中尉和瑪麗亞·特蕾莎騎士勳章

### 10日
- 小丹尼爾·格拉斯，但澤的德國法律學者和當地歷史學家

### 11日
- 漢斯·約阿希姆·伯內特，瑞士市長

### 13日
- 馬克-安托萬·貝爾多萊特，法國天主教神父和亞琛主教

### 14日
- 弗里德里希·馮·瓦茨多夫，皇家撒克遜人Kammerjunker，維滕貝格產區議員和法院法官

### 18日
- 马修·博尔顿，英國製造商和工程師。[5]

### 20日
- 約翰·克裡斯托夫·昂澤爾，德國教育家、記者和詩人

### 21日
- 帕斯卡爾·約瑟夫·德·費羅，奧地利醫生

### 22日
- Peter zu Rantzau，丹麥皇家侍從，格呂克施塔特地區和政府議員，尤特森修道院教務長

### 24日
- 洛倫佐·埃爾瓦斯·潘杜羅，西班牙耶穌會士
- 米哈伊爾·費多托維奇·卡緬斯基，俄羅斯陸軍元帥

### 25日
- 弗朗茨·安東·德·保拉·加海斯，奧地利教育家、學校改革家和作家

### 29日
- 露西·巴恩斯，美國作家

### 30日
- 伊格納西·波托基，波蘭公關人員、作家和政治家

## 9月

### 1日
- 弗裡德里希·奧古斯特·戈特林，德國化學家
- 海因里希·弗裡德里希·奧古斯特·馮·哈德恩，德國軍官，最後一位準將

### 2日
- 奧地利埃斯特的卡爾·安布羅修斯，格蘭大主教
- 瑪格麗特·蓋格，德國畫家、製圖員和平面藝術家

### 4日
- 雅各·哈夫納，德國-荷蘭旅行作家

### 7日
- 拉玛一世，暹罗国王
- 卡羅琳·謝林，德國學者[6]

### 9日
- 弗裡德里希·威廉·奧古斯特·卡爾·馮·博斯，薩克森州選舉部長、樞密院議員和法院元帥
- 奥古斯特·路德维希·冯·施勒策，德國歷史學家、憲法律師、作家和公關人員

### 11日
- 彼得·弗洛倫斯·韋迪根，德國公關人員

### 13日
- 菲力浦·路德維希·本生，德國政府委員和作家

### 14日
- 讓·布德，法國將軍
- 約翰內斯·卡拉塞克，一夥強盜的頭目

### 15日
- 瑪麗亞·卡羅琳·赫德，约翰·戈特弗里德·赫尔德（Johann Gottfried Herder）的妻子

### 16日
- 小喬治·克林頓，美國政治家
- 弗裡德里希·威廉·費爾根特魯，普魯士軍官

### 18日
- 戈特弗里德·克裡斯托夫·貝雷斯，德國醫生和化學家
- 約翰·內波穆克·霍爾熱，德國管風琴製造商

### 19日
- 海因里希·貝特科伯，德國雕塑家
- 恩斯特·弗裡德里希·馮·特羅施克，普魯士軍官，最後一位少將

### 20日
- 西蒙·克萊默，卡林西亞強盜；被譽為克恩頓州的羅賓漢

### 21日
- 亞歷山大·雷納格爾，美國作曲家

### 22日
- 弗里德里希·威廉·馮·施泰因維爾，普魯士中將

### 23日
- 喬治·恩斯特·西吉斯蒙德·亨尼格，德國新教神學家

### 24日
- 約翰·塞巴斯蒂安·馮·克萊斯，德裔瑞士製表師、發明家、企業家、法院議員、鹽場主管和礦山主管
- 奧古斯特·路德維希·許爾森，早期浪漫主義時期的德國哲學家

### 29日
- 克勞德-法蘭索瓦·阿查德，法國圖書館員和普羅旺斯人
- 亞歷山大·威廉·馮·阿尼姆，普魯士中將；弗雷登瓦爾德的世襲領主
- 查理斯·法蘭索瓦·杜普瓦，法國學者

## 10月

### 1日
- 奧地利的瑪麗亞·安娜，神聖羅馬皇帝利奧波德二世的次女。

### 4日
- 菲尼亞斯·布魯斯，美國政治家
- 卡爾·西奧多·古賈爾，德國律師、作家和大學講師

### 6日
- 威廉·迪特裡希·馮·曼施坦因，普魯士少將

### 7日
- 黑森州的海因里希·路德維希，普魯士皇家少將兼第54步兵團團長
- 海因里希·威廉·霍爾特霍夫，埃爾伯費爾德市長

### 8日
- 詹姆斯·埃爾芬斯頓，蘇格蘭語言學家

### 10日
- 約翰·尼古拉斯·西貝斯，漢薩同盟城市呂貝克的律師和臨時議員

### 11日
- 梅里韦瑟·刘易斯，美國探險家、軍人和公共管理者

### 13日
- 路德維希·弗朗茨·菲力浦·克利斯蒂安·馮·克萊斯特，普魯士上校和Pour le Mérite勳章獲得者

### 15日
- 尼古拉·亚历山德罗维奇·赫沃斯托夫，俄羅斯帝國時期的探險家。

### 16日
- 弗里德里希·斯塔普斯，德國刺客

### 19日
- 約翰·卡西米爾·馮·奧爾，普魯士少將

### 20日
- 亞歷山大·鮑爾，英國海軍上將和馬爾他民政專員

### 21日
- 恩斯特·沃爾夫岡·貝里希，德國朝臣和歌德的兒時玩伴

### 24日
- 約瑟夫·阿洛伊斯·施密特鮑爾，前古典時期的德國作曲家、指揮家和樂器製造商

### 28日
- 埃文·謝爾比·亞歷山大，美國政治家

### 30日
- 第三代波特蘭公爵威廉·卡文迪許-本廷克，英國政治家[7]
- 約翰·梅爾基奧·勃肯斯托克，奧地利政治家

### 日期不詳
- 詹姆斯·懷特，美國政治家

## 11月

### 4日
- 雅各·弗裡德里希·倫伯格，德國哲學家和法律學者，羅斯托克大學道德、自然法和國際法正教授
- 約瑟夫·路德維希·馮·施賴伯斯，奧地利醫生
- 撒母耳·懷特，美國政治家

### 6日
- 阿道夫·戈特利布·弗裡德里希，德國輕型腳輪和肥皂鍋爐

### 9日
- 保羅·桑德比，英國畫家

### 15日
- 烏爾里希·勒佈雷希特·馮·海金，普魯士皇家少將

### 18日
- 大衛·威廉·沃內克羅斯，德國法律學者、法律顧問

### 19日
- 阿爾佈雷希特·大衛·加布里埃爾·馮·格羅斯，瑞士軍官和軍事作家

### 20日
- 卡爾·弗里德里希·馮·達切洛登，德國律師

### 21日
- 彼得·塔爾古特，阿爾貢多自由戰士

### 23日
- 卡爾·馮·埃塞貝克，普魯士少將
- 雅各·約瑟夫·溫特爾，奧地利化學家

### 25日
- 本傑明·巴瑟斯特，英國外交官
- 約翰·喬治·馮·舒茨，普魯士公務員

### 26日
- 尼古拉斯·達萊拉克，法國作曲家

### 27日
- 約瑟夫·塞里尼·德·蒙特·瓦爾奇，奧地利陸軍元帥

### 28日
- 伊曼紐爾·克雷特，法國金融家和政治家
- 戈特弗里德·阿爾佈雷希特·日爾曼，植物學家
- 雅各·海因里希·拉斯佩雷斯，德國市政律師和昆蟲學家
- 約翰·克裡斯托夫·利奧波德·萊因霍爾德，德國醫生、物理學家和大學講師

### 29日
- 威廉·格林，美國政治家

### 30日
- 弗里德里希·馮·卡爾，普魯士少將

## 12月

### 2日
- 約翰·沃克，美國政治家

### 3日
- 海因里希·莫里茨·馮·貝列普施，圖林根條頓騎士團指揮官（1795年–1809年）

### 4日
- 路德維希·威廉·奧古斯特·馮·格拉赫，普魯士法學家，科斯林高等地區法院院長

### 8日
- 弗朗茨·莫里茨·巴赫曼，德國法學家和舊愛爾福特大學校長
- 克利斯蒂安·戈特利布·格梅林，德國藥劑師

### 9日
- Johann Wilhelm von Hompesch zu Bolheim，德國財政部長

### 10日
- 卡爾·沃爾夫岡·馬克西米利安·馮·韋爾克，邁森地區行政長官和選舉撒克遜法院議員

### 13日
- 湯瑪斯·斯普裡格，美國政治家

### 14日
- 文森特·庫林，日內瓦金史密斯
- 漢斯·路德維希·穆勒，瑞士企業家

### 15日
- 梅岑的威廉，巴伐利亞上校，馬克斯·約瑟夫勳章指揮官

### 16日
- 安托萬·弗朗索瓦·德·福克羅伊，法國醫生、化學家和政治家
- 齊格弗裡德·馮·科斯波思，奧地利軍官，騎兵將軍
- 弗里德里希·大衛·倫茨，德國-波羅的海神職人員，多爾派特大學愛沙尼亞語和芬蘭文第一講師

### 17日
- 約翰·尼古拉斯·貝克爾，德國作家和太平紳士

### 21日
- 提比略·卡瓦洛，義大利物理學家和自然哲學家

### 22日
- 威廉·庫珀，美國律師和政治家

### 26日
- 亞歷山大·米哈伊洛維奇·別洛舍爾斯基，俄羅斯外交官和偵察員

### 27日
- 瑪麗安娜·弗蘭齊斯卡·馮·霍恩斯坦，修道院院長公主

### 29日
- 斯坦尼斯瓦夫·馬瓦卓斯基，波蘭國會議員和政治家

### 31日
- 弗朗茨·伊格納茲·貝克，德國古典作曲家

## 日期不詳
- 艾哈邁德·伊本·阿吉巴	摩洛哥蘇菲派，詩人和學者
- 卡爾·奧古斯特·安德列	德國牙科醫生
- 巴爾塔薩·貝克爾	瑞士雕塑家
- 杜加松	法國演員
- 雅各·費舍爾	鋼鐵產品製造商
- 查理斯·克勞德·弗拉豪特·德拉比拉德里	法國軍官，政治家，路易十六時期的皇家建築局局長。
- 撒母耳·安東·弗蘭克	瑞士埃本斯特
- 撒母耳·魯道夫·弗里辛	軍官
- 本尼迪克特·巴爾塔薩·赫萊因	天主教神父和詩人
- 威廉·亨利·希爾	美國政治家
- 克拉斯·弗雷德里克·霍恩斯泰特	瑞典醫生和博物學家
- 約翰·亞當·克裡斯托夫·科勒	法院陪審員、圖賓根市長和皇家高等法庭顧問	64
- 約阿希姆·弗裡德里希·恩斯特·馮·德呂赫	德國律師、船長和教育家
- 弗朗索瓦·伊格納斯·曼金	法國建築師
- 約翰·米雷斯	英國航海家、航海家和探險家
- Poul Poulsen Nolsøe	法羅群島民族英雄
- 約翰·弗里德里希·卡爾·馬克西米利安·馮·奧斯坦	德國貴族
- 卡爾·戈特利布·里希特	德國鋼琴家、管風琴家和作曲家	≈81
- 卡羅琳·馮·烏希特裡茨	德國貴族